# Síndrome d'Edwards
La síndrome d'Edwards (SdE), també coneguda com a trisomia 18, va ser descoberta per John Edwards en un cas únic que fou publicat el 1960, conjuntament amb altres metges britànics, a la revista The Lancet. És la segona trisomia autosòmica més comuna després de la síndrome de Down. El patró de la trisomia 18 inclou una constel·lació ben coneguda d'anomalies majors i menors, un alt risc de mortalitat fetal, neonatal i infantil, i una restricció significativa en el desenvolupament mental i motor dels nens supervivents de major edat. A grans trets, la síndrome d'Edwards és una malaltia congènita produïda per un error en la divisió cel·lular cromosòmica (aneuploïdia) que origina un cromosoma 18 extra.

## Anomalies externes
- Retard de creixement intrauterí.[7] El pes mitjà del nen en el moment del naixement és d'uns 2.340 gr.[8]
- Característiques craniofacials particulars: llavi leporí, micrognàtia (mandíbula petita), plec epicàntic, dolicocefàlia, trigonocefàlia,[9] occípit prominent, pont nasal deprimit, implantació baixa de les orelles.[10]
- Postura típica de dits superposats a les mans i, ocasionalment, polidactília o clinodactília (desviació transversal dels dits).
- Hipoplàsia d'ungles.
- Ptosi palpebral, microftàlmia, absència de coloració ocular.[11]
- La concurrència d'un dit gros del peu curt i d'un estèrnum curt permet un diagnòstic clínic del nadó amb trisomia 18.
- Rarament: aplàsia membranosa del cutis congènita,[12] astràgal vertical congènit[13] o hidrocefàlia congènita.[14]

## Anomalies internes

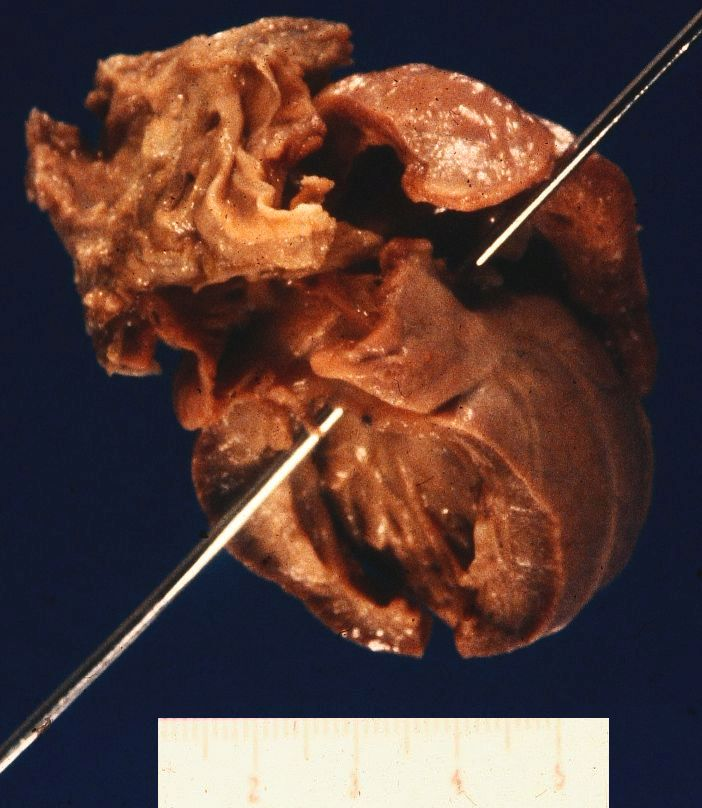
Comunicació interventricular en un cas de trisomia 18

- Anomalies cardíaques: presents en el 90 per cent dels casos,[15] amb comunicació interventricular (una comunicació anormal entre els ventricles del cor), afectació valvular múltiple,[16] persistència del ductus arteriosus, coartació aòrtica, pentalogia de Cantrell completa o incompleta,[17] atrèsia de la vàlvula mitral,[18] transposició de grans vasos (anomalia de les posicions de l'aorta i l'artèria pulmonar) i tetralogia de Fallot (estenosi pulmonar, envà interventricular defectuós, dextroposició de l'aorta i hipertròfia del ventricle dret).[19]
- Malformacions urogenitals: fusió dels ronyons per un dels seus pols (ronyó en ferradura),[20] ectòpia (existència d'un òrgan o teixit situat fora del seu lloc habitual) renal, hidronefrosi (acumulació anormal d'orina en els ronyons), poliquistosi renal (ronyons amb múltiples quists, sacs tancats que contenen un contingut líquid o semi-sòlid), criptorquídia (absència d'un o ambdós testicles), hipospàdies (obertura urinària o meat uretral amb una ubicació anormal a la superfície inferior del penis), hipoplàsia de llavis majors amb clítoris prominent i malformacions uterines.
- Malformacions gastrointestinals: atrèsia esofàgica, omfalocele (presència d'òrgans abdominals fora de la seva cavitat) o hèrnia diafragmàtica són les més comunes.[21]

S'ha descrit algun cas insòlit de SdE amb síndrome VACTERL associada i deficiència femoral focal proximal concomitant; així com de SdE amb holoprosencefàlia, de SdE amb malformacio de Dandy-Walker i llarga supervivència del pacient, de SdE amb un teratoma immadur a la regió submandibular o de SdE amb un hepatoblastoma associat.

## Diagnòstic
Avui dia, en el nostre entorn, quasi tots els casos de trisomia 18 es diagnostiquen durant la gestació gràcies als controls rutinaris. Els mètodes ultrasonogràfics tenen una alta especificitat detectant les malformacions més característiques de la malaltia. També existeixen procediments analítics de determinats marcadors sèrics materns que poden recolzar les troballes ecogràfiques inicials o apreciades al començament del segon trimestre. No sempre és fácil distinguir clínicament la SdE de la trisomia 13. L'artrogriposi, la hipotonia fetal, la tetrasomia 18p i la síndrome de Pena-Shokeir tipus I també formen part del diagnòstic diferencial de la SdE.

## Tractament
No hi ha un tractament específic per a la síndrome d'Edwards. Els símptomes causats per aquesta síndrome són manejables fins a un cert grau. La síndrome d'Edwards pot comportar dificultats en la respiració i en l'alimentació. Si l'ajuda apropiada s'ofereix a aquests nadons, alguns d'ells poden superar aquestes dificultats inicials. Alguns nens poden tenir problemes per guanyar el pes adequat i requerir una dieta especial. El mal pronòstic de la malaltia és, de vegades, motiu de conflictes ètics relacionats amb el grau i la persistència de les mesures assistencials. La rehabilitació està indicada en casos de SdE amb supervivència a llarg termini.

## Epidemiologia
La prevalença neonatal de la síndrome s'estima en 1/6000-1/8000. La prevalença general es major (1/2500-1/2600), ja que les pèrdues fetals són nombroses i és freqüent la interrupció voluntària induïda de l'embaràs després de la diagnosi prenatal. L'índex de supervivència dels infants que tenen aquesta síndrome és extremadament baix. El 95 per cent dels nadons amb síndrome d'Edwards només viu un any. La major part de les morts es deu a una apnea central (per alteració dels centres de control respiratori del SNC) o a una fallida cardíaca derivada de les greus malformacions pròpies d'aquest tipus de trisomia.